# Rachel Dennie Nichols
Rachel Dennie Nichols (* 13. August 1992 in Fairfax Station, Virginia) ist eine US-amerikanisch-philippinische Fußballspielerin.

## Leben
Brown besuchte vier Jahre lang in Burke, Virginia bis Frühjahr 2010 die Lake Braddock Secondary School, bevor sie im Herbst 2010 ein Kunststudium an der Cornell University begann. Ihr in Manila geborene Vater Wil promovierte 1977 an derselben Universität.

### Fußballkarriere

#### Verein
Nichols startete ihre aktive Fußballkarriere in der Jugend des Braddock Road Youth Club, bevor sie nebenbei vier Jahre lang für die Lake Braddock Bruins der Lake Braddock Secondary School spielte. Seit Herbst 2010 spielt sie für die Cornell Big Reds, das Athletics Team der Cornell University.

#### Nationalmannschaft
Nichols sammelte erste internationale Erfahrung für die US-amerikanische U-14 Frauennationalmannschaft, für die sie einige Spiele in einem Identification Camp spielte. Aufgrund ihres philippinischen Vaters wechselte sie 2012 zur Philippine Football Federation und wurde für den Viking Cup im Herbst des gleichen Jahres erstmals in die Philippinische Fußballnationalmannschaft der Frauen berufen.

## Sonstiges
Mit ihrer Schwester Sarah gehört sie zudem der Safety And Health Foundation in Vienna, Virginia an.